# دریاچه شورابیل
دریاچهٔ شورابیل دریاچه‌ای در شهر اردبیل است که در خیابان دانشگاه مسیر دانشگاه محقق اردبیلی، دانشگاه علوم پزشکی و دانشگاه پیام نور و خیابان عطایی قرار دارد. نام شورابیل از ترکیب دو واژه «شور» (به دلیل شوری آب) و «آبیل» (به معنای آبگیر در زبان ترکی) گرفته شده است. این دریاچه یکی از جاذبه‌های طبیعی اردبیل می‌باشد. شورابیل در اشعار محلی آذری و داستان‌های اردبیلی‌ها جایگاه ویژه‌ای دارد و نماد طبیعت و زندگی در این منطقه است. مطالعات زمین‌شناختی نشان می‌دهد که قدمت این دریاچه قدیمی‌تر از دریاچه ارومیه است. شورابیل تنها دریاچه طبیعی داخل شهری در ایران می‌باشد. این دریاچه در گذشته بسیار شور بوده‌است، ولی امروزه با افزودن آب شیرین به آن از شوری آن خیلی کاسته شده به‌طوری‌که نوعی ماهی قزل آلا در آن پرورش داده می‌شود و گستردگی آن به ۱۸۰ هکتار افزایش یافته‌است.
در کناره های این دریاچه دارای امکانات تفریحی، ورزشی و فرهنگی بسیاری است که از آن جمله می‌توان به امکانات قایق‌رانی، قطار شادی، محل برگزاری برنامه های مفرح، پیست دو و میدانی، پیست دوچرخه سواری، باغ پرندگان، تعدادی هتل (مجتمع توریستی کوثر و هتل شورابیل)، یک شهربازی روباز و یک شهربازی سرپوشیده زمین های چمنی  اشاره کرد. این دریاچه از مناطق شکار ممنوع استان اردبیل می‌باشد. با پیشنهاد شهردار اردبیل این دریاچه به منطقه نمونه گردشگری شورابیل تبدیل خواهد شد و از جمله اقدامات صورت گرفته در این حوزه احداث پارک صخره‌ای، پارک جنگلی باغ بهشت، مسیرهای ورودی جدیدی به داخل دریاچه در ضلع جنوبی و شرقی و همچنین قرار دادن اتوبوس دریایی داخل دریاچه می‌باشد.
همچنین کتابخانه مرکزی اردبیل نیز در این مکان واقع شده است ، درکنار کتابخانه مقبره شهدای گمنام وجود دارد که برنامه های متفاوت مذهبی چون سرود و موکب را دارد و همچنین اقامه نماز در فصل های گرم نیز بر پا است ، گروه جهادی میهمان پروانه ها میزبان این مراسمات است

## مختصات

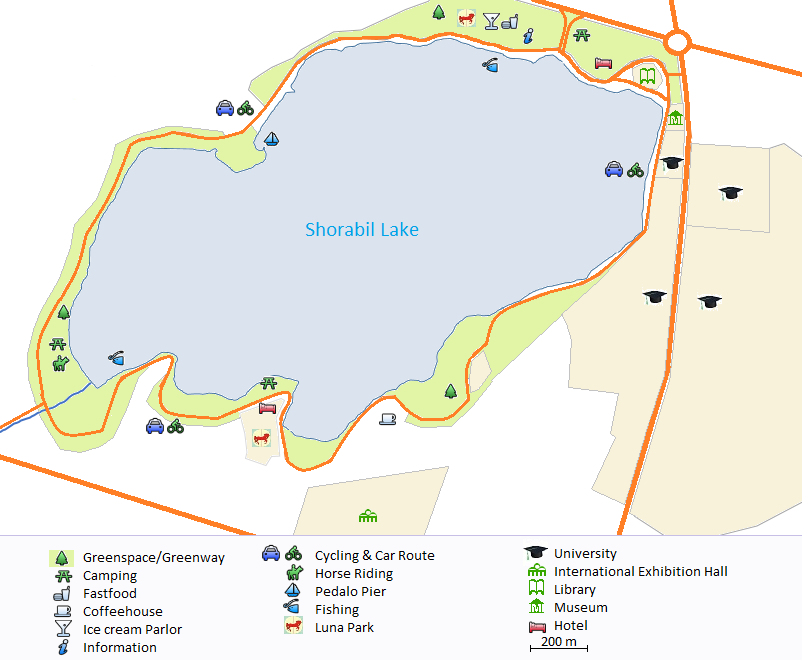
نقشه دریاچه شورابیل

دریاچهٔ شورابیل در حریم شهری اردبیل قرار دارد وسعت آن ۳۸۱۰ کیلومتر مربع است و در ارتفاع ۱۳۵۰ متری از سطح دریا قرار گرفته‌است و شهرک‌های کوثر، مهر، نادری، دادگستری، ولیعصر، و دانشگاه‌های محقّق اردبیلی، پیام نور، علوم پزشکی، و نیز نمایشگاه بین‌المللی اردبیل در حاشیهٔ این دریاچه قرارگرفته‌اند.
جهت اقامت توریست خارجی و میهمانان داخلی هتل شورابیل با درجه‌بندی سه ستاره در ساحل شمالی دریاچه و مجتمع توریستی کوثر با درجه‌بندی سه ستاره و با امکانات چهل و شش واحد سوئیت ویلائی و سالن کنفرانس و سالن همایش و دو رستوران و کافی شاپ. کافی نت و سالن ورزشی درزمینی به وسعت ۲۶۱۲۵ متر مربع در ساحل جنوبی دریاچهٔ شورابیل ساخته شده‌است.
تا پیش از افزوده‌شدن آب شیرین به این دریاچه، ساکنان منطقه و به‌ویژه کسانی که از ناراحتی پوستی و درد مفاصل رنج می‌بردند، از گل دریاچه به پوست خود می‌مالیدند و از گل آن به شهرهای دیگر نیز می‌بردند تا مصرف کنند؛ اما از زمانی که آب شیرین به آب دریاچه اضافه شده دیگر خاصیت درمانی خود را از دست داده‌است.
دریاچهٔ شورابیل در حال حاضر یکی از مکان‌های تفریحی اردبیل به‌شمار می‌رود که در کنار آن شهربازی و فضای سبز بسیاری احداث گردیده و شهربازی سرپوشیده شهر خورشید با امکانات مدرن در سال ۱۳۹۱در ساحل دریاچه افتتاح گردید.
و همچنین در دورتادور این دریاچه فضاهای ورزشی و تفریحی قرار دارد که شهروندان و میهمانان که به این منطقه مشرف می‌شوند می‌توانند از محیط تفریحی و ورزشی دریاچه شورابیل استفاد بکنند.

## نگارخانه

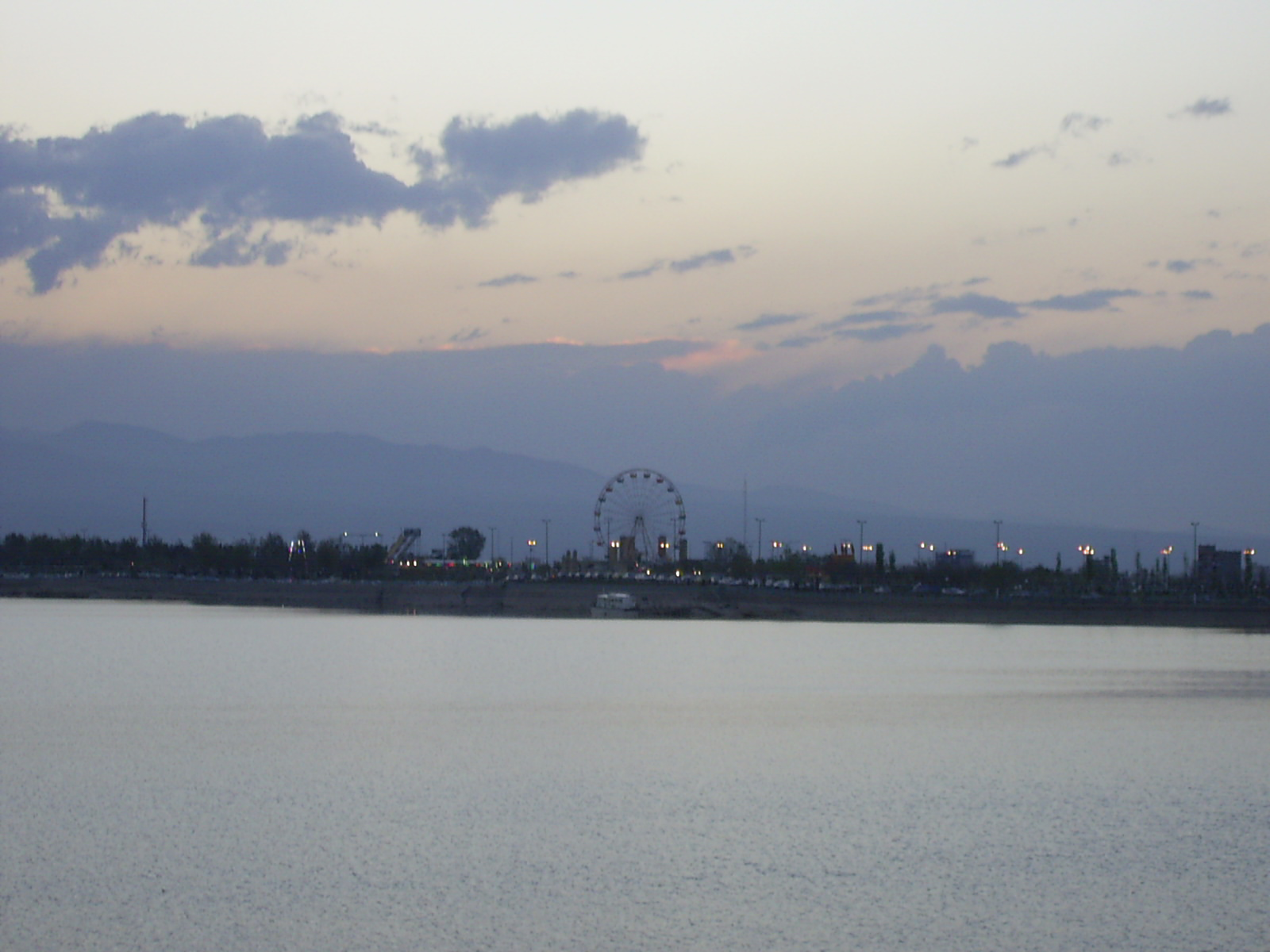
نمایی از دریاچه شورابیل
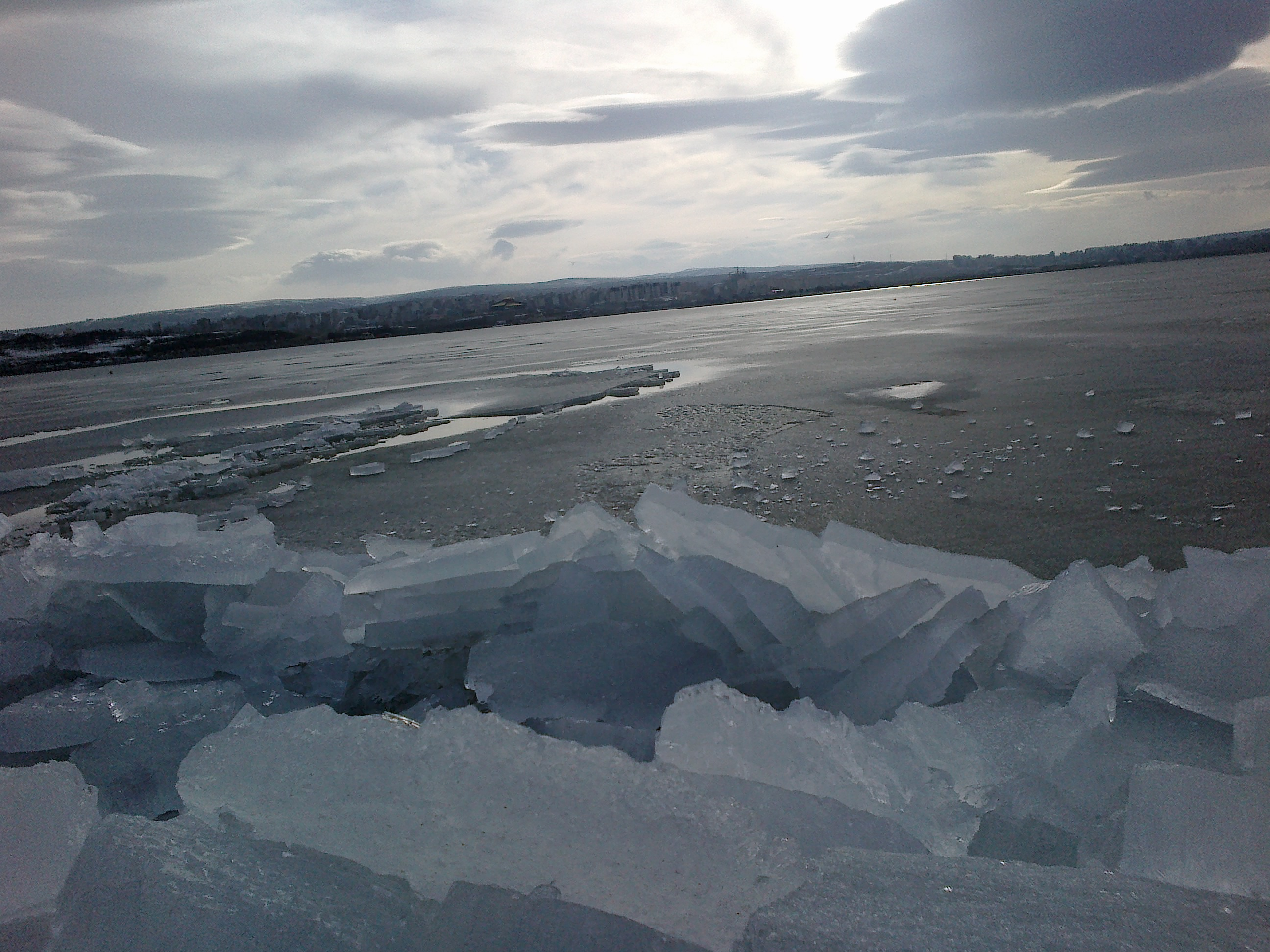
دریاچه یخ زده شورابیل
سراسرنما از دریاچه و پارک شورابیل
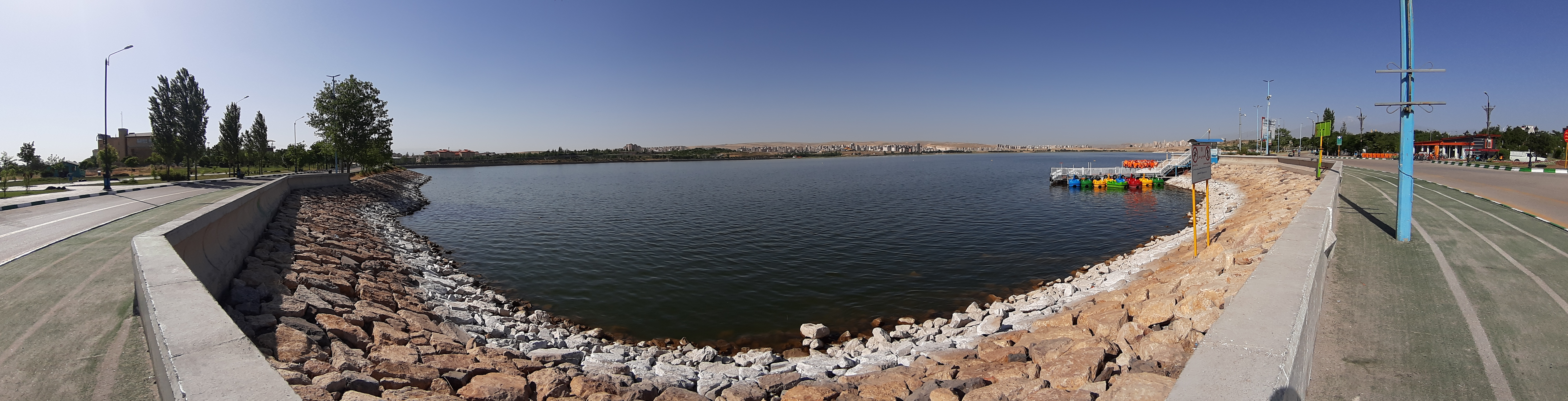
سراسرنمایی از دریاچه شورابیل، اردبیل